# Castello di Paphos
Il castello di Paphos si trova all'estremità occidentale del porto cittadino. In origine era una fortezza bizantina costruita a protezione del porto. Oggi i visitatori possono vedere la Torre franca occidentale con le aggiunte veneziane restaurata dagli ottomani nel 1592, secondo un'iscrizione pertinente sopra l'ingresso del castello. Una lastra di marmo bianco (di dimensioni 150×40 cm) sopra l'ingresso della torre si riferisce alla sua ricostruzione nel 1592 d.C., ad opera del governatore turco di Cipro Ahmet Pasha (1589-1593).
La fortezza principale della città si trovava a Saranta Kolones, a circa 600 metri a ovest, e fu distrutta dal terremoto del 1222.
L'originaria fortezza bizantina distrutta dal terremoto del 1222 fu ricostruita e ampliata dai Lusignano nel XIII secolo che realizzarono anche le cosiddette "Torri Genovesi". Si tratta di un castello costituito da un complesso di 2 torri i cui ruderi si trovano a 80 metri ad est del Castello, proprio all'ingresso del porto e fungevano come miglior difesa. Anche se queste torri venissero considerate asservite al castello più grande, non avevano nessun contatto tra loro ed erano probabilmente un castello separato. Presero il nome per la loro importanza nella battaglia contro i genovesi del 1373, dove svolsero un ruolo importante nella difesa del porto cittadino, in quanto i genovesi erano principalmente una forza navale. Furono importanti anche nella battaglia contro i Mamelucchi nel 1426, dove subirono gravi danni e da allora non furono ricostruiti. Le Torri andarono distrutte dopo un forte terremoto nel 1491, ma le loro rovine sono ancora visibili. Il castello fu mantenuto dai veneziani che vi fecero delle aggiunte.
Il Castello resistette all'invasione genovese nel 1373 e fu uno dei pochi a non essere preso dai Mamelucchi nel 1426, sotto la guida del suo guardiano, Sforza, feroce mercenario spagnolo. Nell'agosto del 1570, quando sbarcarono i turchi, la sua guardia non lo lasciò, come in altri casi. Nonostante il coraggio dei difensori e la buona posizione del castello dopo 16 giorni di aspri combattimenti, la sua guardia resistette all'interno del castello che fu distrutto. Gli ottomani ripararono le rovine del castello, basandosi sull'edificio originale, poiché a causa della sua robusta costruzione non vi fu alcuna distruzione completa. Il castello durante l'occupazione turca aveva 12 cannoni e una guardia di 100 uomini che partirono con l'arrivo degli inglesi nel 1878.
La parte principale del castello è costituita da una grande torre rettangolare (di dimensioni 40×20 m) con al centro un cortile chiuso. Il piano terra è costituito da un salone centrale con piccole stanze e grandi stanze su ciascuno dei suoi due grandi lati, che furono usate come prigioni e caserme durante il dominio ottomano. Sul tetto si trova una piccola Torre quadrata (di dimensioni 15×10 m) con tre grandi ambienti, dove viveva la Guardia del castello. Allo stesso livello lungo il perimetro ci sono 12 bastioni sul tetto, che potevano contenere un numero corrispondente di cannoni durante l'occupazione turca. Nel 1878, con l'arrivo degli inglesi, il castello cessò di essere utilizzato per scopi militari e divenne un deposito di sale fino al 1935, quando fu dichiarato monumento antico ai sensi dell'Antiquities Act. Da allora rappresenta uno dei punti di riferimento più caratteristici della città di Paphos. Nel 1938-39 furono riparate varie crepe nelle pareti e nella diga foranea. Il castello fu devastato dal terremoto del 1953 e i restauri furono completati nel 1969. Fu anche colpito dalle forze aeree e navali turche durante il bombardamento del porto di Paphos il 21 luglio 1974, ma non subì gravi danni. Più di recente, il castello funge da cornice per l'annuale Festival culturale all'aperto di Paphos a settembre. Sono stati effettuati diversi scavi archeologici per indagare il suo passato.
Attualmente il castello è utilizzato come attrazione turistica e occasionalmente ospita mostre tematiche.